# اووه اهلرز
اووه اهلرز (انگلیسی: Uwe Ehlers؛ زادهٔ ۸ مارس ۱۹۷۵) بازیکن فوتبال اهل آلمان است.
از باشگاه‌هایی که در آن بازی کرده‌است می‌توان به باشگاه فوتبال آگسبورگ، باشگاه فوتبال مونیخ ۱۸۶۰، باشگاه فوتبال هانزا روستوک، باشگاه فوتبال ارتسگبیرگ آئو، و باشگاه فوتبال اسنابروک اشاره کرد.